# آب‌انبار سرپوزه بادی
آب‌انبار سرپوزه بادی مربوط به دوره قاجار است و در استهبان، کیلومتری ۷ جاده استهبان به نیریز، سمت راست جاده واقع شده و این اثر در تاریخ ۱۵ دی ۱۳۸۷ با شمارهٔ ثبت ۲۴۱۹۳ به‌عنوان یکی از آثار ملی ایران به ثبت رسیده است.